# Roadracing-VM 1973
Roadracing-VM 1973 kördes över 11 omgångar för huvudklassen 500GP.
| Klass   | Mästare individuellt         | Mästare konstruktörer |
| ------- | ---------------------------- | --------------------- |
| 500GP   | Phil Read                    | MV Agusta             |
| 350GP   | Giacomo Agostini (MV Agusta) | Yamaha                |
| 250GP   | Dieter Braun                 | Yamaha                |
| 125GP   | Kent Andersson               | Yamaha                |
| 50GP    | Jan de Vries                 | Kreidler              |
| Sidvagn | Klaus Enders/Ralf Engelhardt | BMW                   |

## Monzatragedin
På våren kördes ett lopp på Monza i Italien då katastrofen blev ett faktum i 250cc, då Renzo Pasolini vurpade och drog med sig Jarno Saarinen ner. Båda omkom i olyckan och många förare skadades. Saarinen var under 1973 favorit till att vinna 500GP efter att ha inlett säsongen med två segrar, men ödet ville annat för den snabbe finländaren.

## 500GP
Mästare blev Phil Read, som sensationellt bröt Giacomo Agostinis dominans i klassen.

### Delsegrare
| Bana              | Vinnare          | Märke     |
| ----------------- | ---------------- | --------- |
| Paul Ricard       | Jarno Saarinen   | Yamaha    |
| Salzburgring      | Jarno Saarinen   | Yamaha    |
| Hockenheim        | Phil Read        | MV Agusta |
| Manx TT           | Jack Findlay     | Suzuki    |
| Opatija           | Kim Newcombe     | König     |
| Assen             | Phil Read        | MV Agusta |
| Spa-Francorchamps | Giacomo Agostini | MV Agusta |
| Brno              | Giacomo Agostini | MV Agusta |
| Anderstorp        | Phil Read        | MV Agusta |
| Imatra            | Giacomo Agostini | MV Agusta |
| Jarama            | Phil Read        | MV Agusta |

### Slutställning
| Placering | Förare           | Märke     | Poäng |
| --------- | ---------------- | --------- | ----- |
| 1         | Phil Read        | MV Agusta | 84    |
| 2         | Kim Newcombe     | König     | 63    |
| 3         | Giacomo Agostini | MV Agusta | 57    |
| 4         | Werner Giger     | Yamaha    | 44    |
| 5         | Jack Findlay     | Suzuki    | 38    |
| 6         | Bruno Kneubühler | Yamaha    | 34    |
| 7         | Jarno Saarinen   | Yamaha    | 30    |

## 125GP
Kent Andersson vann den första svenska titeln i Roadracing när han vann 125cc-klassen i VM. Han vann fem racesegrar. En annan svensk, Börje Jansson kom fyra och vann Sveriges Grand prix på Anderstorp.

### Delsegrare
| Bana         | Vinnare           | Märke       |
| ------------ | ----------------- | ----------- |
| Paul Ricard  | Kent Andersson    | Yamaha      |
| Salzbrugring | Kent Andersson    | Yamaha      |
| Hockenheim   | Kent Andersson    | Yamaha      |
| Monza        | Kent Andersson    | Yamaha      |
| Manx TT      | Tommy Robb        | Yamaha      |
| Opatija      | Kent Andersson    | Yamaha      |
| Assen        | Eugenio Lazzarini | Maico       |
| Spa          | Jos Schurgers     | Bridgestone |
| Brno         | Otello Buscherini | Malanca     |
| Anderstorp   | Börje Jansson     | Maico       |
| Imatra       | Otello Buscherini | Malanca     |
| Jarama       | Chas Mortimer     | Yamaha      |

### Slutställning
| Placering | Förare            | Märke       | Poäng |
| --------- | ----------------- | ----------- | ----- |
| 1         | Kent Andersson    | Yamaha      | 99    |
| 2         | Chas Mortimer     | Yamaha      | 75    |
| 3         | Jos Schurgers     | Bridgestone | 70    |
| 4         | Börje Jansson     | Maico       | 64    |
| 5         | Eugenio Lazzarini | Maico       | 59    |
| 6         | Otello Buscherini | Malanca     | 51    |
| 7         | Ángel Nieto       | Morbidelli  | 46    |